# Bernard Berenson
Bernard Berenson (født 26. juni 1865, død 6. oktober 1959) var en amerikansk kunsthistoriker med speciale i renæssancen. Han var en stor figur i oprettelse af markedet for malerier af såkaldte "gamle mestre".